# ستيفن بيس
ستيفن بيس (بالإنجليزية: Stephen Pace)‏ (و. 1891 – 1970 م) هو سياسي، ومحامي، وفلاح أمريكي، ولد في داوسون، كان عضوًا في الحزب الديمقراطي، توفي في أميريكوس، عن عمر يناهز 79 عاماً.

## مناصب
تولى منصب عضو مجلس ولاية جورجيا (1923–1924)
- عضو مجلس نواب جورجيا (1917–1920)[2]
- عضو مجلس النواب الأمريكي

.

## التعليم
تعلم في كلية الحقوق في جامعة جورجيا ‏ (حتى 1914)، وتعلم في مدرسة ابتدائية، وتعلم في معهد جورجيا التقني، وتعلم في جامعة جورجيا
.